# 대구을비도
대구을비도(大九乙非島)는 대한민국 경상남도 통영시 한산면 매죽리의 섬이다. 2014년 12월 30일 특정도서로 지정됐다. 폭발성 화산 활동으로 생긴 성층화산체 구조의 섬으로 해식애와 급경사 수직절리가 발달되었다. 경사가 심하고, 식생이 없어 조류의 서식이 불가능한 섬이다. 섬의 남서쪽으로는 소구을비도가 있다.

## 특정도서
대구을비도는 큰 규모의 해식애와 시스택 발달하였고, 자연경관이 우수하다. 또한 멸종위기생물인 수달, 매가 서식하고, 한국고유종인 큰입이끼벌레가 서식하는 등 해양무척추동물의 종 다양성이 풍부하여 특정도서로 지정한다.
- 지정번호 : 제209호
- 면적 : 21,295m2
- 주소 : 경남 통영시 한산면 매죽리 산67, 산67-1~8

## 행위 제한
특정도서안에서는 「대한민국 독도 등 도서지역의 생태계보전에 관한 특별법」 제8조에 의거 누구든지 다음 각호의 1에 해당하는 행위를 하거나 허가를 하여서는 아니된다.
- 건축물·공작물의 신축·개축·증축
- 개간·매립·준설 또는 간척
- 택지의 조성·토지의 형질변경·토지의 분할
- 공유수면의 매립
- 입목·죽의 벌채 또는 훼손
- 도로의 신설
- 흙·모래·자갈·돌의 채취, 광물의 채굴, 지하수의 개발
- 가축의 방목, 야생동물의 포획·살생 또는 그 알의 채취, 야생식물의 채취
- 특정도서에 서식하거나 도래하는 야생 동·식물 또는 특정도서 안에 존재하는 자연적 생성물을 그 섬 밖으로 반출하는 행위
- 특정도서 안으로 생태계 위해 외래 동·식물을 반입하는 행위
- 폐기물을 매립 또는 투기하는 행위
- 인화물질을 이용하여 음식물을 짓거나 야영을 하는 행위
- 지질·지형·자연적 생성물의 형상손괴 기타 이와 유사한 행위